# Lado Aleksi-Meskhichvili
 (juillet 2025).
Si vous disposez d'ouvrages ou d'articles de référence ou si vous connaissez des sites web de qualité traitant du thème abordé ici, merci de compléter l'article en donnant les références utiles à sa vérifiabilité et en les liant à la section « Notes et références ».
Lado Aleksi-Meskhichvili (géorgien : ვლადიმერ [ლადო] ალექსი-მესხიშვილი) est un acteur et metteur en scène géorgien né le 16 février 1857 et décédé le 24 novembre 1920. Il est inhumé au Panthéon de Didube.

## Galerie

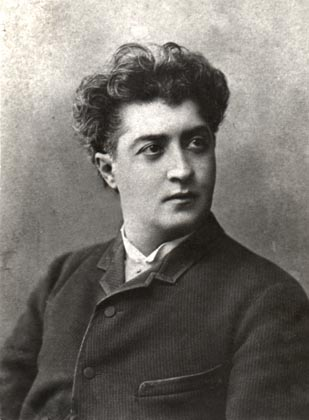
Photo d'Alexandre Roinachvili
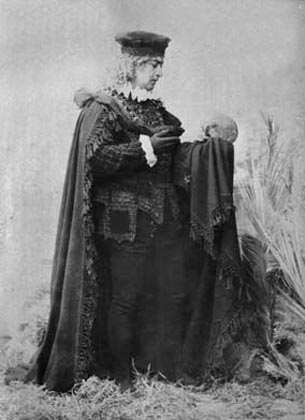
Lado Aleksi-Meskhichvili en Hamlet. Photo d'Alexandre Roinachvili